# عمارت وینچستر
عمارت وینچستر (به انگلیسی: Winchester Mystery House) ساختمانی تاریخی در کالیفرنیا است.
در سن‌خوزه، کالیفرنیا ایالات متحده آمریکا، عمارتی ویکتوریایی وجود دارد که تمام شهرتش را مدیون چیزهای عجیب و غریبی است که در معماری آن وجود دارد. این عمارت که در طی ۳۸ سال (۱۹۲۲ تا ۱۸۸۴) توسط بیوه ثروتمند آقای جوزف وینچستر رایفل ساخته شده، حاوی نکات بسیار جالب و آموزنده‌ای از چیزی است که باید آن را «عدم معماری» بنامیم. خانم سارا وینچستر که ظاهراً یک آدم بشدت معتقدی بوده، از طریق پیش گوهایی به این اعتقاد عجیب رسیده بود که زندگی و مرگ وی بستگی به ادامه کارهای ساختمانی دارد که در خانه‌اش انجام می‌شود! به عبارت دیگر، وی تصور می‌کرد در صورت قطع شدن عملیات ساختمانی زندگی او نیز به پایان خواهد رسید.

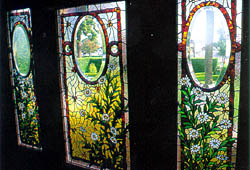

صرفنظر از انگیزه‌های اعتقادی فعالیت‌های ساختمانی که ۳۸ سال از عمر خانم وینچستر و بسیاری از صنعت گران را به خود اختصاص داد، حاصل کارهای ایشان عمارتی است عجیب و باورنکردنی که امروزه یک محل توریستی به حساب می‌آید. این عمارت ۱۶۰ اتاقه برخلاف سایر خانه‌های هم عصر خود دارای سیستم‌های مدرن گرمائی (کانال‌های بخار و هوای گرم) چراغ‌های گازی که با فشار یک دکمه روشن می‌شوند، سه عدد آسانسور فعال، و ۴۷ عدد بخاری است.
جدای از مواردی چون سقف‌های گردان، کف پوش‌های میناکاری شده، چلچراغ‌های نقره و طلا، و پنجره‌های شیشه‌ای مشبک که هر کدام نشان دهنده خلاقیت‌های هنری فراوانی است، جای جای خانه شامل عجایب زیادی چون درها و پنجره هائی که رو به دیوار باز می‌شوند، راه پله هائی که به هیچ جا ختم نمی‌شوند، و تعداد بیشماری بخاری، راه پله، در و پنجره اضافی، انواع سیستم‌های گرمائی و غیره‌است.

## نتایج حاصل از بررسی عمارت وینچستر
آنچه که بررسی این عمارت را مهم می‌کند، تجسمی است که می‌تواند در رابطه با وضعیت فعلی بسیاری از سازمان‌ها و سیستم‌های اطلاعاتی و ارتباطی آن‌ها در ما ایجاد نماید. در واقع اگر زیرساخت‌ها و سازه بلوک‌های سیستم‌های اطلاعاتی اغلب سازمان‌ها را با معادل‌های ساختمانی آن جایگزین کنیم، دقیقاً به عمارت‌هایی نظیر وینچستر خواهیم رسید. عماراتی که هر چند ظاهری آراسته داشته و هزینه و زمان زیادی جهت ایجاد آن‌ها صرف شده‌است، ولی چون بر اساس معماری معینی بنا نشده‌اند، فاقد کاربری لازم بوده و در بهترین حالت به درد فعالیت‌های توریستی و موزه‌ها می‌خورند. در این مورد می‌توان با دقت بیشتری به مشخصات این عمارت توجه کرد. با توجه به موارد فوق می‌توان دید که نکات زیر در رابطه با این عمارت قابل توجه هستند:
- عدم وجود راهبرد: عمارت فوق در عین حالی که دارای اتاق‌های بیشمار (به اندازه یک هتل) است، دارای سالن‌های متعدد پذیرائی و رقص و غیره نیز هست که آن را از یک خانه مسکونی دور کرده و بیشتر به یک هتل شبیه کرده‌است.
- عدم وجود نقشه فنی: در ساخت عمارت از هیچ نقشه فنی که نشان دهنده طراحی عمارت مورد نظر باشد استفاده نشده‌است. نقشه‌های موجود مربوط به بخش‌های خاصی از عمارت است.
- عدم توجه به نیازمندی‌های واقعی بشر: در انتخاب و ساخت بخش‌های مختلف عمارت اعم از درها، پنجره‌ها، سقف، کف پوش و غیره به نیازمندی‌های واقعی توجه نشده و صرفاً به خاطر اینکه فعالیت‌های ساختمانی متوقف نشده یا به دلایلی تجملاتی اقدام به انجام آن‌ها شده‌است.
- زمان غیرمعقول: ۳۸ سال برای ساخت عمارت صرف شده‌است.
- هزینه غیرمعقول: ۵٬۵ میلیون دلار صرف ساخت این عمارت شده‌است.
- حضور نسل‌های مختلفی از سبک‌ها و سیستم‌ها: در این عمارت شاهد انواع سیستم‌های گرمائی (سه نوع بخاری معمولی، سیستم بخار، و سیستم هوای گرم) هستیم. علاوه بر آن عمارت فوق که تنها دارای دو طبقه‌است، دارای سه آسانسور مستقل است که راه‌اندازی آن بیشتر حالت تجملی و پرستیژ داشته‌است تا یک نیاز واقعی.
- غیرقابل توسعه: توسعه عمارت فوق بدون تخریب بسیاری از قسمت‌های اصلی آن مقدور نیست.
- بسیار پیچیده: تعدد راهروها، درها، پنجره‌ها، راه پله‌ها و اتاق‌ها وضعیتی را به وجود آورد است که به راحتی در آن گم می‌شوید. در واقع به همین دلیل این خانه از مدت‌ها پیش به خانه ارواح جنگ‌های داخلی آمریکا معروف بوده‌است.[نیازمند منبع]

## پیوند رسمی
- وبگاه رسمی عمارت